# اودسیتی
اودَسیتی (به انگلیسی: Audacity) نرم‌افزاری آزاد برای ویرایش و ضبط پرونده‌های صوتی است. این نرم‌افزار در لینوکس، ویندوز و مک او اس در دسترس است.